# Lanchester Motor Company

Lanchester (Ланчестер) — з 1899 року англійський виробник автомобілів. Штаб-квартира розташована в місті Бірмінгем. У 1931 році компанію купує фірма The Birmingham Small Arms Company Limited. У 1955 році компанія припинила виробництво автомобілів. Нині бренд належить фірмі Tata Motors.

## Фредерік Вільям Ланчестер
Фредерік Вільям Ланчестер народився в 1868 році в родині відомого архітектора, він був третьою дитиною в сім'ї, в якій було всього шість дітей. Батьки бажали дати своїм дітям гарну освіту, і вони її отримали, Фред, як його називали, навчався відмінно, оскільки в нього була тяга за знаннями. Він закінчив інститут Хартлі, після чого вступив в Королівський науковий коледж в Південному Кенсінгтоні, після навчання він йде працювати в патентне бюро. 1888 року за сприяння свого дядька Джона Філда Суінберна, який був зброярем, Фреда беруть на роботу в Forward Gas Engine Co, велику фірму (понад 300 працівників), яка займається виготовленням газових двигунів конструкції Евінса і Ньюмана.
Спочатку Фредерік зайняв місце помічника керуючого, через рік Фред Ланчестер вперше виявив здібності інженера, спроєктувавши відцентровий регулятор обертів двигуна, який став використовуватися на двигунах фірми, в якій він працював, отримуючи при цьому пенні в розмірі десяти шилінгів з кожного проданого двигуна. У 1890 він проєктує і патентує реєстратор, що фіксує розгін і гальмування транспортних засобів, незабаром, після смерті менеджера, його місце зайняв 22-річний Фред. Останній відразу взявся за нові проєкти, спроєктувавши двигун більшого розміру, ніж той, що випускала компанія, його компресія була дуже низькою, проте в плюсах мотора була його економічність, незабаром він винайде систему самозапуску газових двигунів, яку продасть за дуже солідну суму фірмі Crossley Brothers Ltd.
У 1892 році Фред орендує маленьку майстерню поруч з фірмою, в якій працює, і починає проводити дослідну роботу, однак скоро відбувається конфлікт інтересів, оскільки керівництво хоче, щоб Фред Ланчестер працював у сфері, яка була цікава компанії, а Фред хотів розширити свою базу знань за рахунок експериментів, і він покидає своє місце, однак його місце зайняв його молодший брат Джордж, якому було всього 19 років, проте Джордж теж не прийшов з вулиці в компанію, а пропрацював у ній з 15 років.
Тим часом Фредерік залишає Англію і вирушає до США, по дорозі туди його зацікавили чайки, їх будова та застосування їх в інтересах аеронавтики, він ловив їх і заміряв крила. У США він продає деякі свої патенти і заодно вивчає американські напрацювання по темі двигунів внутрішнього згоряння. Незабаром він повертається до Англії і починає працювати над двигуном, у якому як паливо використовувався бензол, а для його подачі в циліндр Ланчестер винайшов щітковий карбюратор, який подавав паливну суміш в потрібній пропорції, цей двигун було вирішено встановити на човен-плоскодонку, цей човен допомагав будувати ще один брат Фреда — Френк, в 1894 році її спустили на воду в Оксфорді, цей човен стала першою в Британії човном з ДВЗ. Але Фред Ланчестер мріяв про інший вид транспорту — про літаки, він експериментував з іграшковими аеропланами, в яких як двигун виступала гумка, Фред вирішує побудувати легкий двигун, а для цього потрібен був капітал, він вдається до допомоги Джеймса і Аллана Уайтфілдів, і засновує компанію з розробки ДВЗ, але перші досліди з повномірним аеропланом пройшли невдало, і Фредерік вирішив переключитися на побудову автомобіля, якого у Великій Британії ще не було.

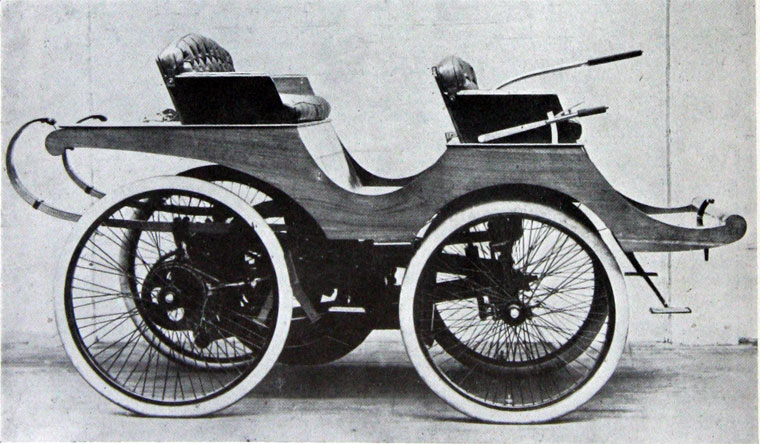
Lanchester 5HP

Йти второваною стежкою було в стилі Ланчестера, і він вирішив не копіювати чиїсь напрацювання, а спроєктувати все з білого аркуша, а на допомогу йому приходить Джордж. Разом вони будують 4-колісний автомобіль, рама якого була виготовлена з металевих трубок, на неї встановили кузов, виготовлений з волоського горіха. Посеред рами був встановлений 1.3 л двигун повітряного охолодження, потужністю 5 к.с., його особливістю була наявність двох колінчастих валів, які оберталися в різних напрямках, на обох кінцях валів були встановлені маховики для рівномірної роботи двигуна, а за маховиками були змонтовані пропелери для охолодження єдиного циліндра. Привід коліс був ланцюговим, але момент йшов до них через планетарну коробку передач, яку запатентував Фред, вона була двоступеневою. Колеса автомобіля були велосипедного типу, на які були встановлені пневматичні покришки місцевої фірми Dunlop, кузов був тримісний, і був спроєктований так, щоб центр ваги знаходився так низько, наскільки можливо, при цьому не забувалося і про комфорт пасажирів, тому машина була оснащена потужними ресорами.
Автомобіль будувався протягом 1895 року, але випробувати його вдалося в лютому 1896 року, ще не був скасований закон «червоного прапора», тому спочатку автомобіль задовольняв своїми характеристиками, але незабаром дозволена максимальна швидкість була скасована, та змагання, які пройшли в тому ж році, показали, що хоч машина була і надійна, але потужності їй явно бракувало, щоб успішно конкурувати. Тоді брати беруться за модернізацію авто, і вони будують 3.5 л мотор з двома циліндрами і потужністю в 8 к.с.. Цей мотор також мав два колінчастих вала, які мали в цілому шість шатунів (для кращого балансу), як запалювання виступав механізм, який виробляв струм від обертання маховика, в той час як інші автомобілі оснащувалися трубками розжарювання або системою запалювання високої напруги. Ще однією особливістю мотора була наявність великих грибоподібних клапанів, які одночасно задіювали систему впуску і випуску в обох циліндрах. Окрім нового двигуна старий кузов отримав і новий привід коліс, Фреда не влаштовував ланцюговий привід, тому він встановив кардан і редуктор черв'ячного типу, сама коробка передач отримала гальмівну систему, яка працювала в будь-якому з напрямків, рульова система була також перероблена, рульовий важіль був поміщений збоку, обороти двигуна регулювалися через заслінку, а за допомогою відцентрового регулятора обертів, який він спроєктував колись.

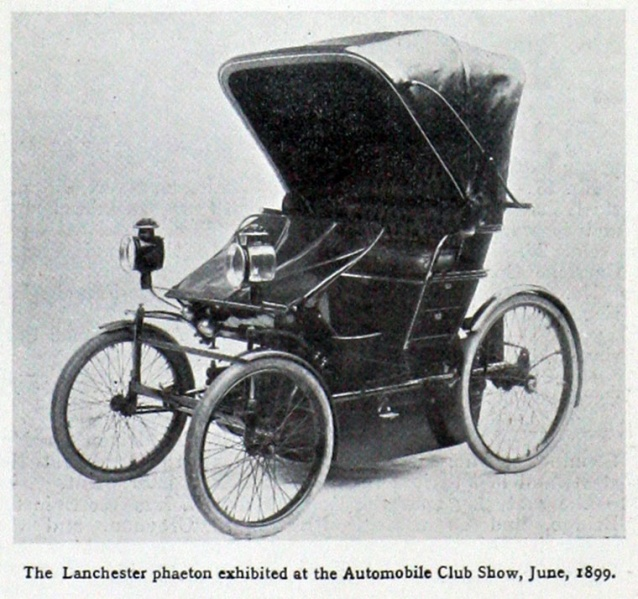
Lanchester 8HP Gold Medal Phaeton

У 1897 році було вирішено побудувати ще один автомобіль, цього разу з іншим кузовом, автомобіль отримав всі ті ж механізми, але підвіска була модернізована, Ланчестер встановив на неї консольну підвіску, яка була запатентована, жоден автомобіль того часу не міг конкурувати з цією машиною по комфортабельності, за що це авто і отримало золоту медаль на автомобільній виставці, що проходила в Річмонді в 1898 році.
Тим часом старший з братів починає замислюватися про виробництво автомобілів, тому він вирішує запровадити контроль якості вузлів, до того ж запчастини повинні бути взаємозамінними, а не індивідуальними для кожного мотора або іншого агрегату, також Фредерік став використовувати в своїх моторах болти і гайки з маркуванням М. В той же час два інших брата теж не сиділи, склавши руки, а модернізували 8-сильний мотор, переробивши його на рідинне охолодження. Мотор встановили на човен для випробувань, і після успішних тестів було вирішено встановити його на ще один автомобіль, в результаті 8-сильних прототипів було побудовано три штуки, цю машину, яку назвали 8НР Mail Phaeton, продали місцевому бізнесмену. Сам Фред працював над модернізацією планетарної трансмісії, в яку хотів запровадити проміжні передачі. У червні 1899 року проходила автомобільна виставка в Річмонді, в рамках якої здійснювалися і змагання на надійність, це були єдині змагання, в яких Фредерік виступав особисто, в підсумку судді вручили йому золоту медаль за конструкцію автомобіля, крім нього «золото» отримали фірми Daimler Motor Co і Delahaye Syndicate.

## Заснування компанії
Все йшло до того, щоб почати виробляти автомобілі серійно, в результаті в грудні 1899 року за допомогою тих же Уайтфілдів і братів П'ю (Чарльза Вернона і Джона), власників фірми Rudge Whitworth Cycles, ґрунтується фірма Lanchester Engine Co.

## Початок виробництва автомобілів

Lanchester 10HP Tonneau, що належав Кіплінгу

Фірма поки виготовляла і продавала двигуни власної конструкції, в 1900 році Королівський автоклуб проводив 1000-мильні змагання, «Ланчестер» не зайняв призових місць, але фінішував він тільки з однією-єдиною поломкою за цей час, що говорить про надійність вже не нової машини. Перший серійний автомобіль з'явився в серпні 1901 року, це був 10-сильний 4-літровий автомобіль з двигуном повітряного охолодження. Це був автомобіль, побудований за колишнім принципом: середнє розташування двигуна на металевій рамі, консольна підвіска, бічний важіль керування автомобілем, цікавою особливістю була наявність гудка, який приводився в дію натисканням ноги. Як новинка виступала нова триступінчаста планетарна коробка передач. Один з перших автомобілів Фредерік відправив своєму другові — Редьярду Кіплінгу, і хоча під час тестів машина зламалася, Кіплінг залишився вірний марці до кінця життя, Кіплінг придумував і текст реклами автомобілів цієї марки.
Через рік машина отримує дискові гальма задніх коліс, як гальмівні елементи задіювалися мідні колодки, які швидко зношувалися, до того ж диск швидко забивався брудом і пилом, що робило його менш ефективним, незабаром Фред Ланчестер поділиться своєю інновацією з фірмою AC. 1903 року з'являється версія з водяним охолодженням, яка розвивала 12 к.с., мала велику колію коліс і розвивала майже на 10 км/год більше, ніж попередниця (64 км/год проти 56 км/год). Разом з нею була анонсована і більша модель 16НР з 4.8 л мотором, який мав повітряне охолодження. На початку 1904 року з'являється варіант з водяним охолодженням, який отримує індекс 18НР, в цей період в компанії працював Арчі Міллершіп, який любив витворяти трюки на моделі 18НР — підвішував на два фути над землею відкритий золотий годинник, і під'їжджав на машині так повільно і плавно, що закривав корпус, після чого знімав годинник і показував, що ніяких вм'ятин і саден на корпусі не залишилося, таким чином рекламували насамперед плавну трансмісію автомобілів цієї марки. Бажаючи випускати не тільки дорогі і солідні автомобілі, але й доступніші, Фред розробляє 900-кубову машину, але в березні 1904 року фірма заявляє про самоліквідацію, у листопаді фірма була оголошена банкрутом і реорганізована в Lanchester Motor Company, до цього моменту було виготовлено близько 350 автомобілів.

Lanchester 12HP Tonneau

Після реорганізації фірми з'являються нові моделі, це насамперед 2.5 л 4-циліндрова машина 20НР, машина мала верхнє розташування клапанів, що було в новинку в той час, а оснащена 2-ступінчастою коробкою передач вона могла розвивати швидкість до 80 км/год, причому на другій передачі могла їхати вже починаючи з 5 км/год, але вже в 1905 році її змінили на 3-ступінчасту.
У 1906 році з'являється 2-циліндрова модель 12НР з мотором 4 л, а також перша 6-циліндрова машина — 28НР, з 3.65 л мотором, обидві були з водяним охолодженням, в 1907 році на замовлення стали ставити кермові колеса замість важелів управління, які вже практично ніхто не використовував на той час, плюс на підлозі з'явилася педаль акселератора. Крім цього в 1907 році була побудована 50-сильна 8.1 л модель, яка в серійне виробництво не пішла, в 1908 році припиняється виробництво 2-циліндрових автомобілів, і фірма пропонує своїм покупцям тільки 4-циліндровий 20НР і 6-циліндровий 28НР. Фредерік дедалі більше захоплювався винаходами, він працює над уприскуванням палива, турбонаддувом, підшипниками з постійним змащуванням, демпферами валів в двигуні і багатьма іншими проєктами, в підсумку в 1909 році він залишає фірму, щоб зосередитися на своїх проєктах, місце головного інженера займає Джордж, Френк весь цей час працює фінансовим директором компанії.
Після відходу Фред залишається консультантом з технічних питань, більш того, він починає консультувати і фірму Daimler Motor Co, для якої спроєктує демпфер крутильних коливань колінчастого валу, який і понині використовується в сучасних двигунах. Також його захопила мрія юнацтва — авіація, і крім автомобільних компаній, він став консультувати авіаційну White and Thompson Co, яка за його рекомендаціями стала використовувати алюмінієві крила, розпірки крил та інші інновації.

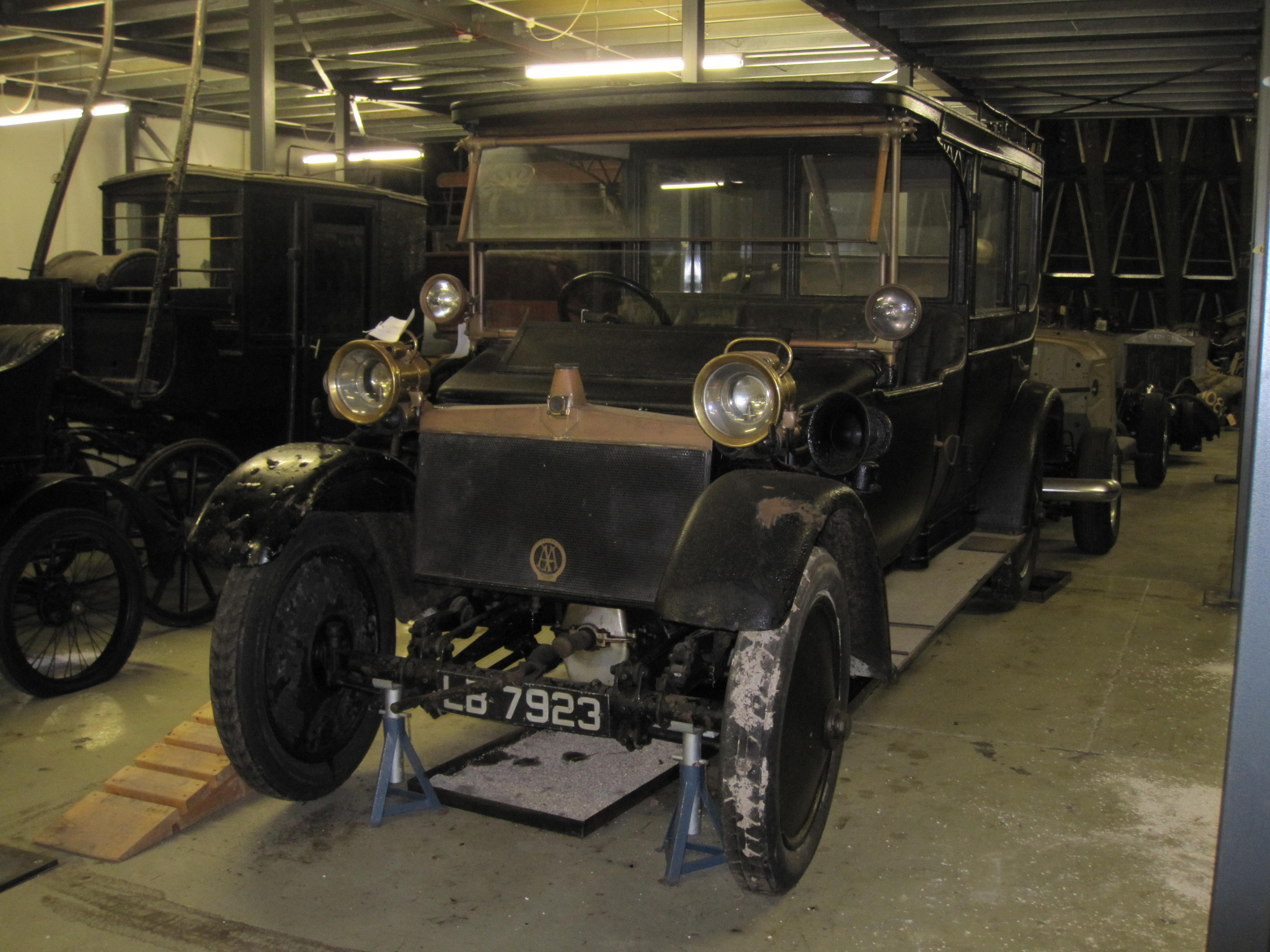
Lanchester 38HP Open Drive Limousine

У 1911 році Джордж вирішує модернізувати існуючий модельний ряд, допомагає йому в проєктах Фред, першою оновленою машиною стала модель 38НР, 6-циліндровий мотор якої мав об'єм у 4.9 л, машина отримала демпфери коливань колінчастого валу.
Через рік з'являється і нова 4-циліндрова машина 25НР з 3.1 л мотором, обидва мотори, як і колись, мали верхнє розташування клапанів, автомобілі можна було замовити як в готовому вигляді, так і у вигляді шасі, на які покупці самі могли встановити замовні кузови, проте популярністю користувалися власні кузови фірми Lanchester, які могли перетворюватися з закритих у відкриті і назад всього за 5 хвилин, якщо були потрібні ключі для зняття верху.

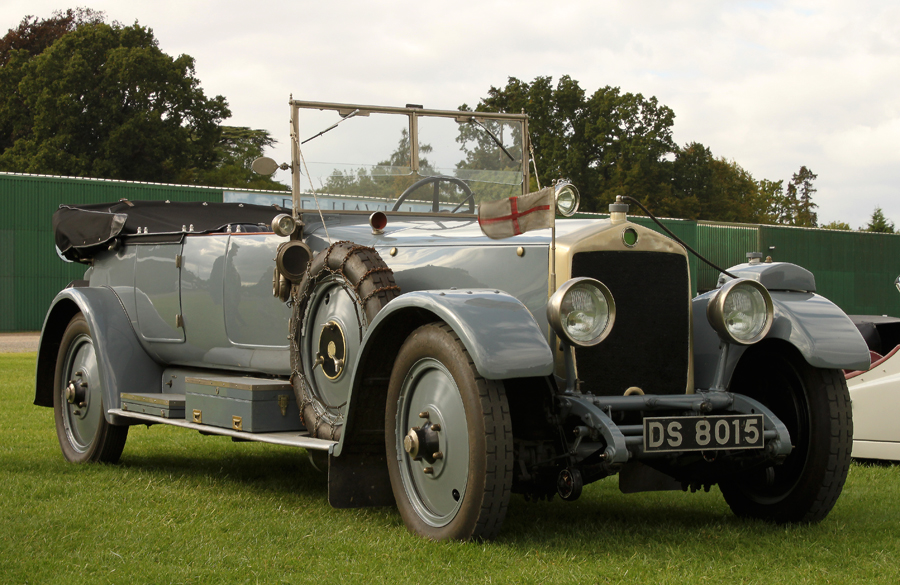
Lanchester Sporting Forty 40HP

Однак машини по колишньому відрізнялися специфічним дизайном, можна було відразу здалеку дізнатися, що це автомобіль марки «Ланчестер», але автомобілі цієї марки були дорогими, а багата клієнтура бажала бачити автомобілі з довгими капотами, довгий передок вказував на кількість циліндрів, захованих за під капотом автомобіля, і на статус його власника. У підсумку в 1914 році з'являється дорога машина Sporting Forty 40HP з 5.5 л під капотом, цей шестициліндровий мотор, спроєктований вже самостійно Джорджем, мав, на відміну від попередніх моторів, бічні клапани, від попередників ця модель відрізнялася і відсутністю щіткового карбюратора, а також відсутністю консольної підвіски спереду (вона збереглася ззаду), починаючи з 40НР машини починають втрачати свою індивідуальність.

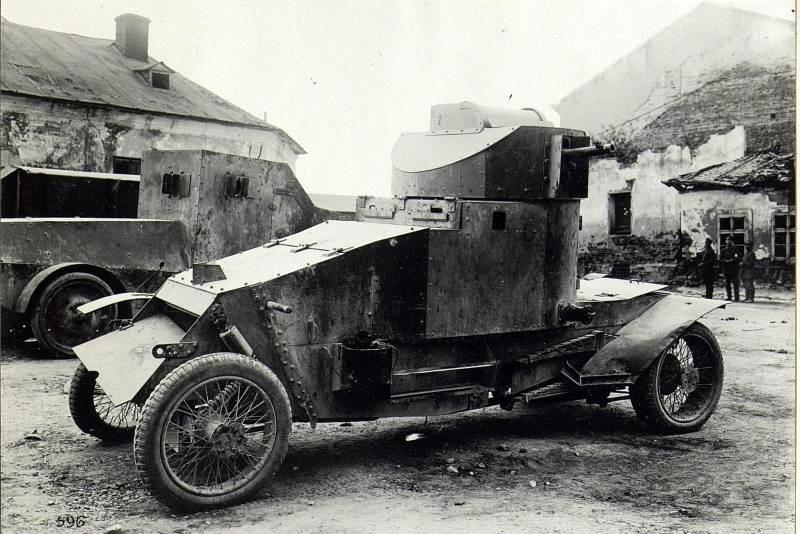
Lanchester 38НР 4x2 Armoured Car

З початком війни фірма починає випускати броньовики, які переважно поставлялись Російській армії, в Росію машини поставлялися з щітковими карбюраторами, які могли працювати на паливі будь-якої якості (в Росії не було якісного палива), у той час як для західного фронту поставлялися броньовики з карбюраторами «Смітса», які стали встановлюватися на Sporting Forty 40HP. Велика частина броньовиків «Ланчестера» пізніше використовувалася Білою армією в Громадянській війні, крім броньовиків і карет швидкої допомоги приміщення заводу використовувалися і для виробництва авіаційних двигунів фірм RAF і Sunbeam.
Після війни багато виробників шикарних автомобілів перейшли на виробництво двигунів з верхнім розташуванням розподілвалів, позначився досвід побудови авіаційних двигунів, що не обійшов стороною і фірму Lanchester. Джордж вирішив змінити конструкцію мотора своєї довоєнної 40НР, оскільки інших моделей на той момент вже не виробляли, до 1920 року зібрали кілька довоєнних машин ще епохи Фреда, тобто ті, які були з короткою носовою частиною. А тепер 40НР отримує новий 6.2 л рядний 6-циліндровий мотор з верхнім розподільчим валом і клапанами, мотор видавав 95 к.с., що дозволяло автомобілю з 3-ступінчастою коробкою передач рухатися зі швидкістю в 125 км/год, причому знову третя передача могла бути задіяна в інтервалі з 5 км до максимальної швидкості. Кузов машини був виготовлений з алюмінієвих листів з використанням нової для того часу технології — киснево-ацетиленового зварювання. Передня підвіска була перероблена, Джорджа не задовольнили характеристики покупних ресор, і він спроєктував власні, які і стала виготовляти фірма сама.

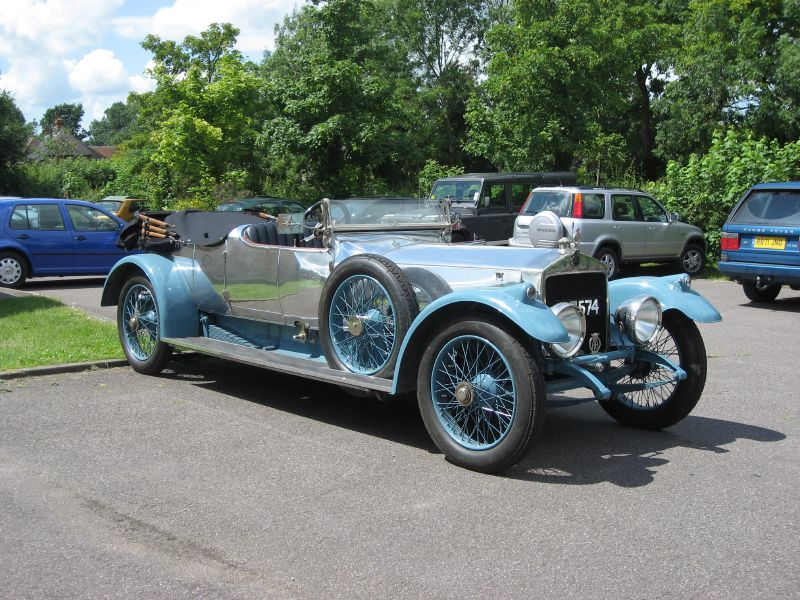
Lanchester 40HP Phaeton

Автомобіль був представлений на автошоу в 1920 році, його подавали як «Найкращий автомобіль у світі», брати не заощадили на обробці салону, і вона настільки була шикарна, що Георг V зауважив, що ця машина більше підходить елітній повії, ніж принцам. Цей автомобіль був дорожчий Rolls-Royce.

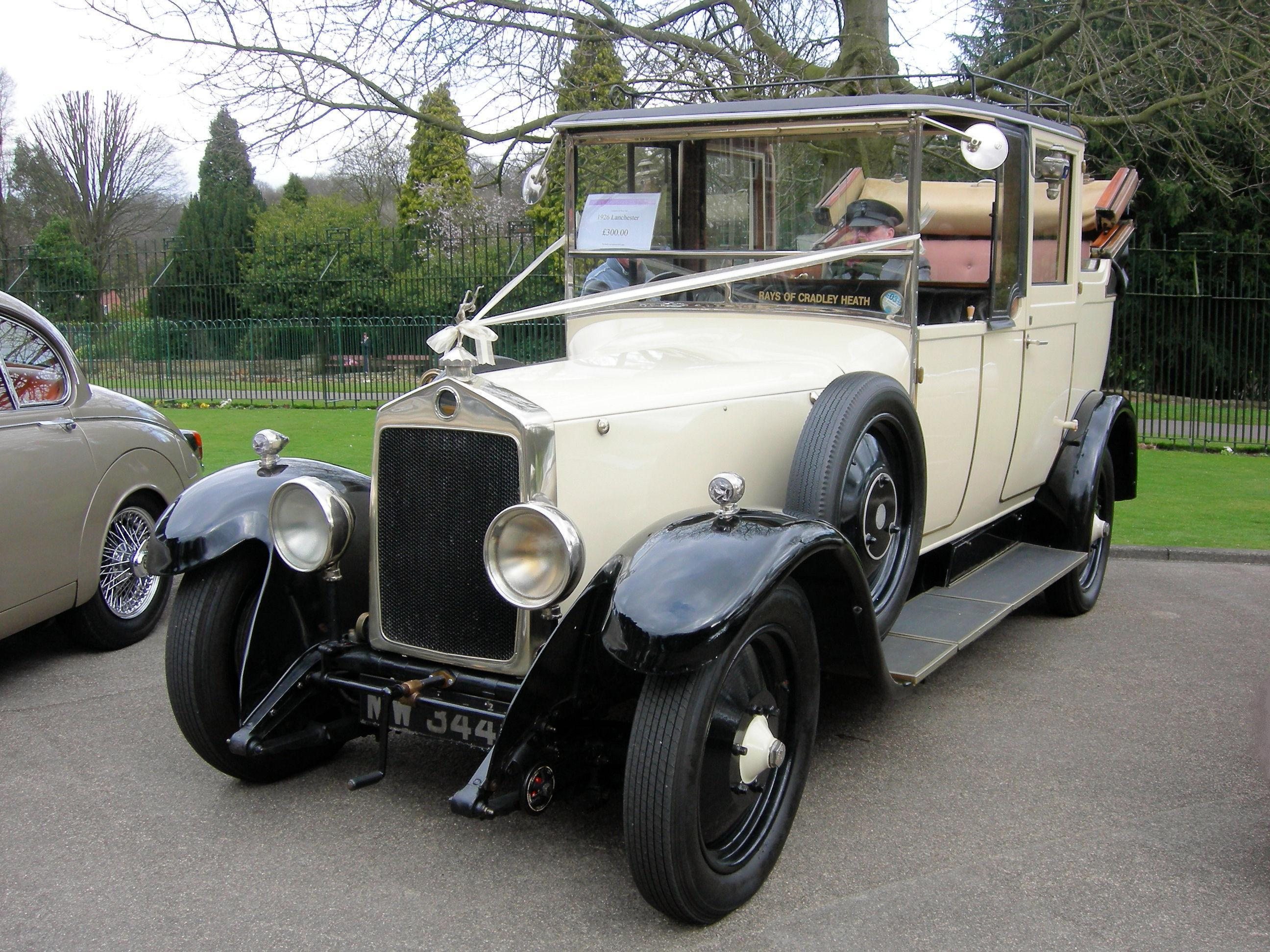
Lanchester 21HP Saloon

Через рік фірма починає поставки на експорт з лівим розташуванням керма, ставши першою серед британських виробників, які пішли на цей крок. 1922 року на базі серійної машини будується тестовий одномісний автомобіль, на якому повинні були випробувати нові швидкісні шини фірми Rapson, Перрі Томас розвиває 175 км/год на цьому автомобілі, ставлячи рекорд швидкості для великих відстаней. 1924 року, намагаючись обігнати головного конкурента — компанію Rolls-Royce, переробляють передню вісь автомобіля, щоб встановити гальма і на передні колеса. Однак дорогі моделі продавались погано, і Rolls-Royce запускає у виробництво молодшу модель Twenty, бажаючи не відставати від конкурента, фірма Lanchester готує модель 21HP. Ця машина отримала 3-літровий 6-циліндровий двигун, який розвивав 60 к.с., машина вийшла могутнішою і швидшою «Бейбі Роллса», в тому числі і завдяки 4-ступінчастій коробці передач.

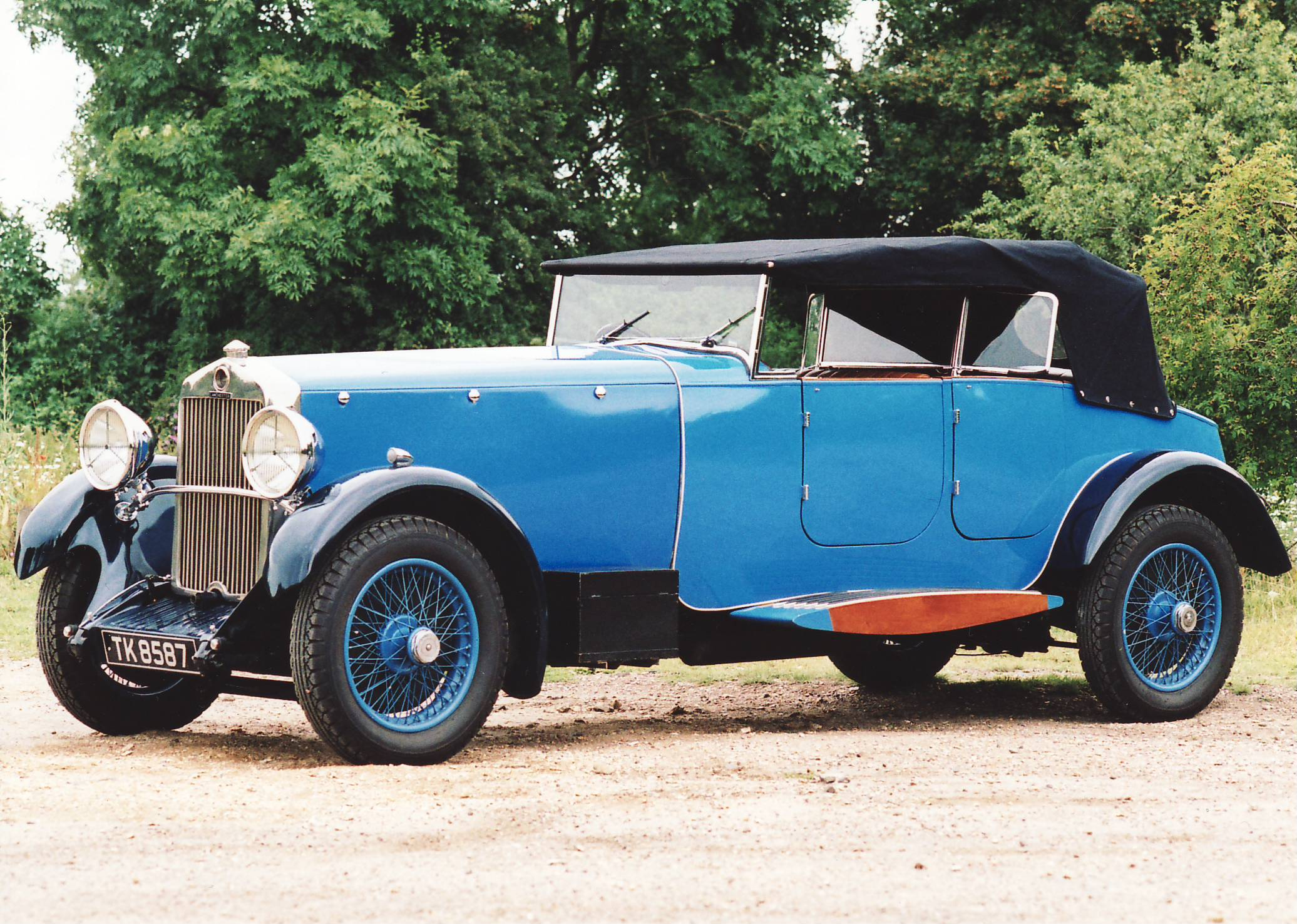
Lanchester 30HP Dual Cowl Phaeton

Наприкінці 1925 року мотор збільшують в об'ємі до 3.3 л, і машина перейменовується в 23НР, в добавок вона отримує вакуумний підсилювач гальм. 1928 року на ралі в Соутпорті була анонсована зміна 40НР — восьмициліндрова 30НР з 4.4 л мотором. Цей мотор був побудований за тим же принципі, що й попередники, — рядне розташування циліндрів, верхній розподілвал, як паливна система були обрані два «Зеніти», які живили по 4 циліндри кожен, як трансмісія використовувалася 4-ступінчаста КПП, яка робила цю важку машину досить спритною, з базовим кузовом машина розвивала 136 км/год, а в прогулянковому — всі 145 км/год, на вищій передачі (4-й) машина розганялась з 15 км/год (коли можна було увімкнути її) до 120 за одну хвилину, а максимальна швидкість досягалася на третій передачі, автомобіль відразу став популярним у найбагатших людей Англії, наприклад, сер Джон Еллерман, який був найбагатшою на той моментом людиною в Королівстві, їздив саме на такій машині, крім нього цю машину вибирали і аристократи, так таку машину купили герцог Йоркський і цілий ряд індійських князів.

## Lanchester у складі компанії Birmingham Small Arms
Джордж планував випустити і доступнішу модель, ніж «Твенті Фрі», яка виступала б у класі 15НР-16НР (фіскальна потужність, з якої і сплачувався податок), але акціонери фірми були проти, бажаючи залишити за маркою імідж елітарної і недоступної кожному, що в підсумку зіграло злий жарт, коли сталася криза в 1929 році. Фірма залишилася без спонсорів, дорогі машини не купувалися, банки відмовили в допомозі, в результаті в січні 1931 року The Birmingham Small Arms Company Limited купує фірму і робить її дочірнім підприємством фірми Daimler Motor Co, якою володіла вже не перший десяток років. Ця подія поклала хрест на самобутності марки, відтепер автомобілі марки Lanchester були плодом бедж-інжинірингу, оскільки свої машини були зняті з виробництва, виробництво автомобілів переноситься з Бірмінгема в Редфорд, де виготовляли Daimler.

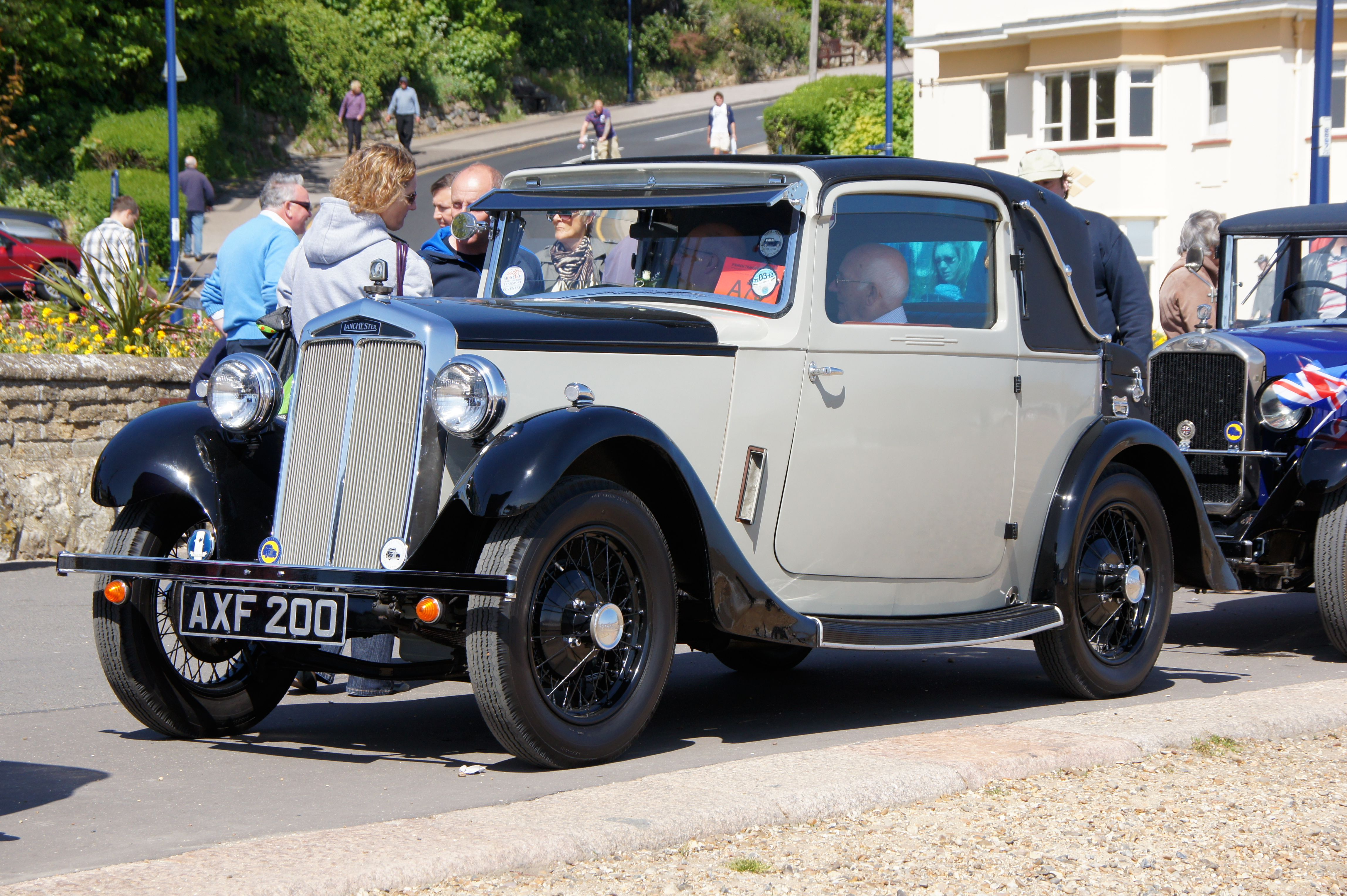
Lanchester LA10HP Avon Coupe

Первістком нової лінійки стала модель 15/18НР, яку анонсували в жовтні 1931 року. Цю машину Джордж Ланчестер розробляв разом з конструктором фірми Daimler Помероєм, машина від «Ланчестера» отримала рядний 6-циліндровий мотор 2.5 л (57 к.с.) і преселективну коробку передач з гідромуфтою від «Даймлера». У вересні 1932 року до неї додається менша модель LA 10НР, яка цього разу була клоном нового BSA 10НР, з тією лише різницею, що мала мотор 1.2 л (32 к.с.), 4-циліндровий мотор цієї машини був побудований на основі 6-циліндрового 2.5 л, трансмісія цієї маленької машини була такою ж, що й на «Даймлерах», цій машині було призначено стати наймасовішою в історії фірми, їх випустили в цілому 12 500 примірників, у той час як більшість моделей до цього ледь перевищували позначку в 500 екземплярів.
У вересні 1934 року на шасі «десятки» з'являється 6-циліндрова 1.4 л версія Light Six, яка мала однойменного родича марки BSA, тоді новий мотор отримала 15/18НР, яку перейменували в 18НР, об'єм її мотора зменшився до 2.4 л, а потужність — до 53 к.с.. У серпні 1935 року Eighteen 18HP знову отримує новий мотор, цього разу об'ємом в 2.6 л, а LA 10HP змінюється моделлю L11НР, це була та ж машина, тільки зі збільшеним до 1.4 л мотором, плюс в активі були нові гальма фірми «Гірлінг», замість 12НР Light Six з'являється копія Daimler DB17 — Lanchester 14HP Roadrider з 1.6 л 43-сильним 6-циліндровим мотором.

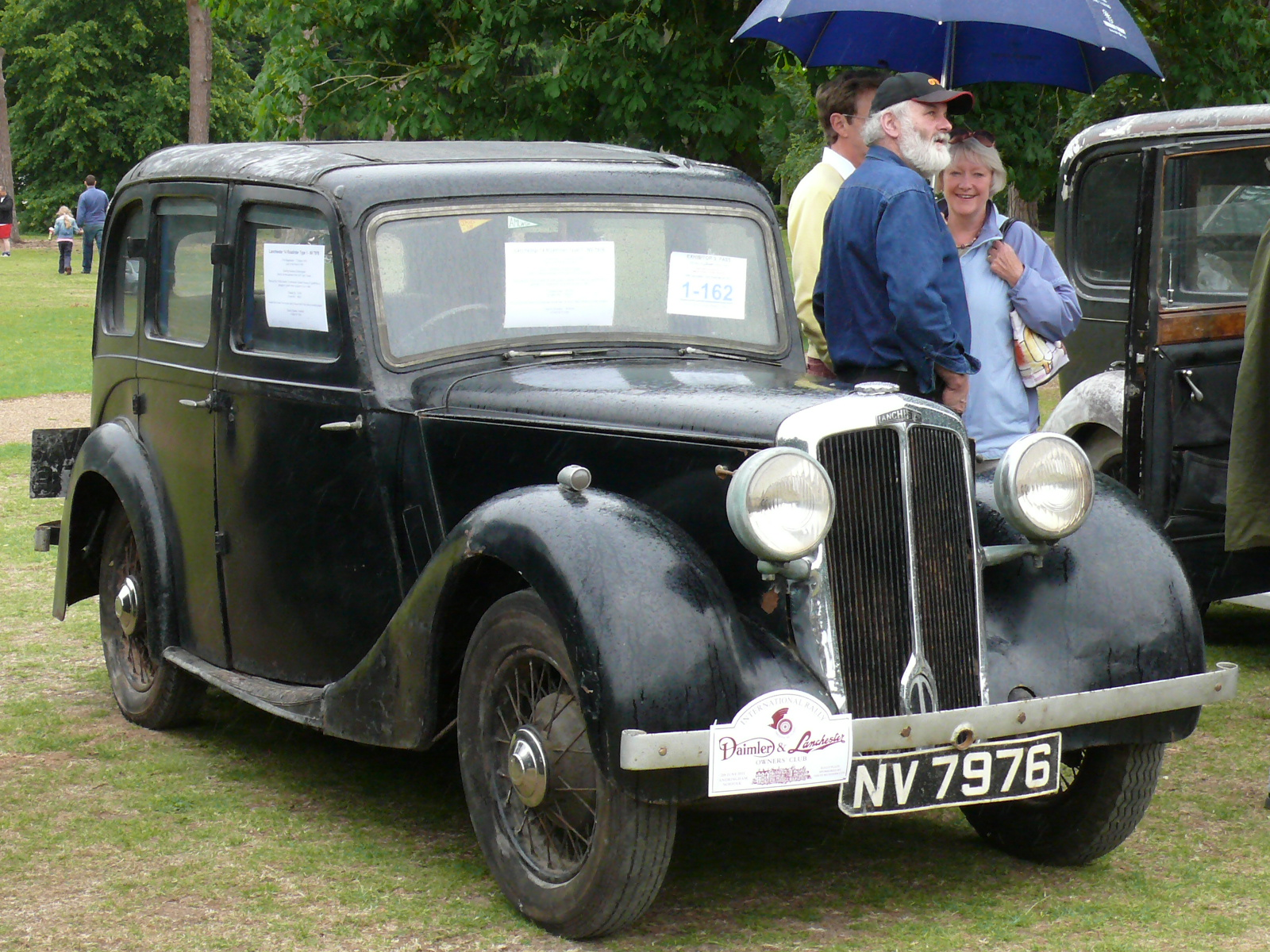
Lanchester 14HP Roadrider

У цей же рік Джорджу Ланчестеру набридає гра в зміну шильдиків, і він залишає компанію, біля витоків якої стояв більше 35 років, він іде працювати у фірму Alvis Car and Engineering Company Ltd. 1936 року герцог Йоркський замовляє собі 8-циліндровий Daimler з ґратами радіатора від Lanchester, кузов виготовила дочірня фірма Hooper.

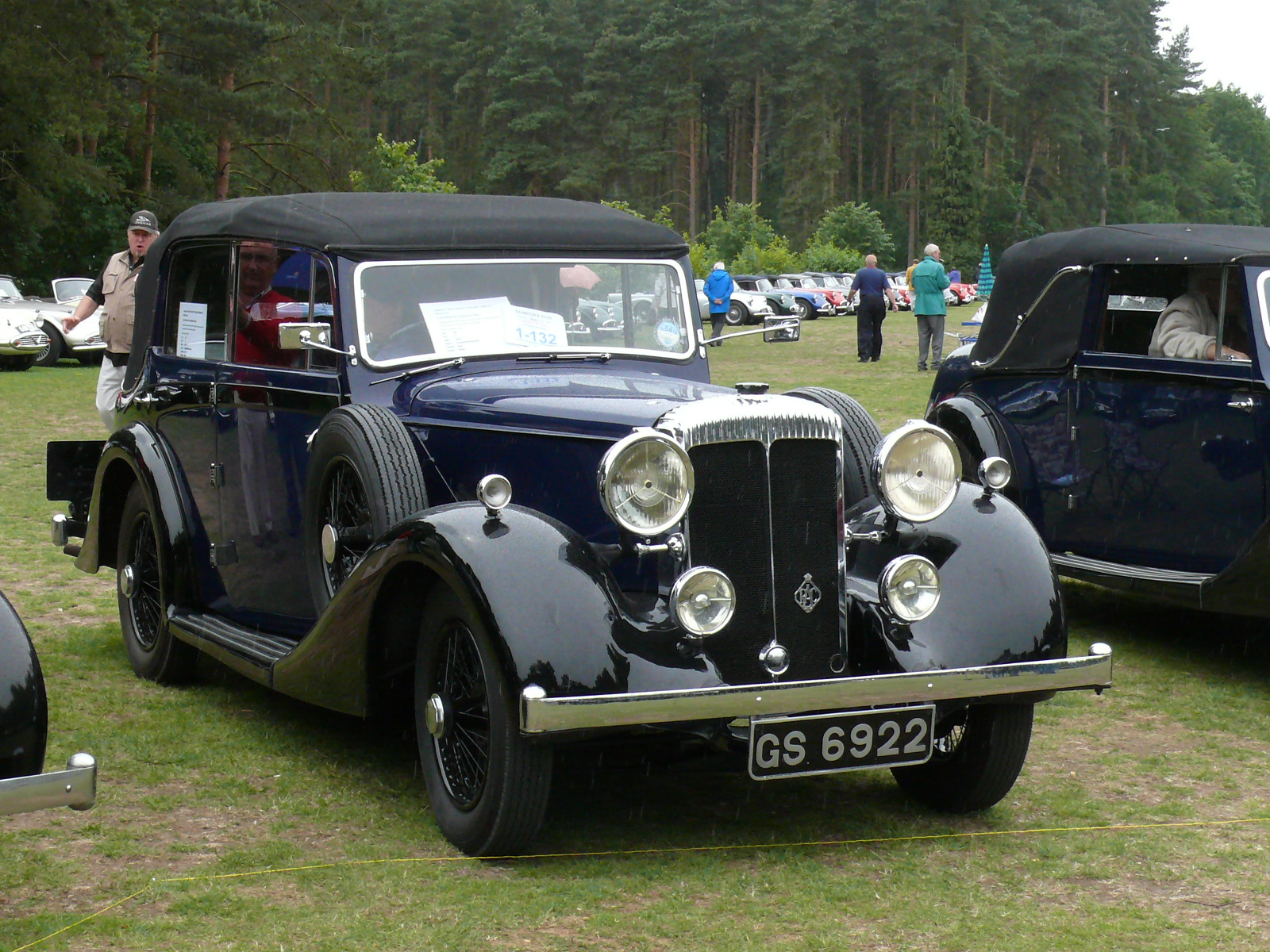
Lanchester L11HP Saloon

У 1937 році відбувається фейсліфт моделей, 11НР отримує новий дизайн кузова, також нову конструкцію отримує Lanchester 14HP Roadrider, яка отримує приставку в назві — De Luxe, машина отримує новий 1.8 л мотор, незалежну передню підвіску коліс, ширшу колію і нові кузови, 18НР також отримує нові кузови. Виробництво цих автомобілів тривало до кінця 1939 року, коли була оголошена війна фашистській Німеччині.

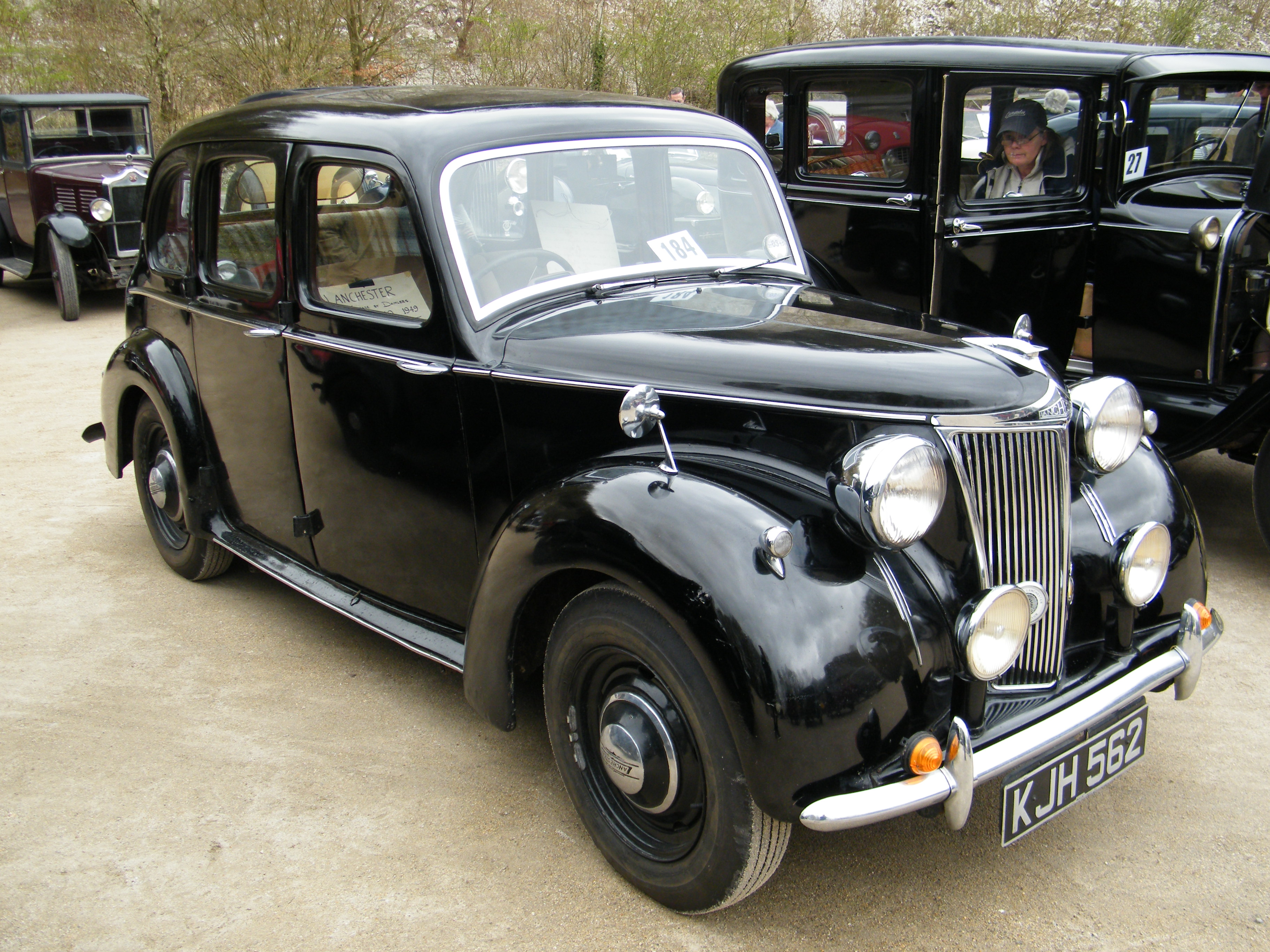
Lanchester LD10HP Briggs Saloon

Виробництво автомобілів відновилося в лютому 1946 року, тоді була анонсована нова модель, яка не мала клона від фірми Daimler, це була 1.3 л модель LD10HP, оснащена 4-ступінчастою преселективною коробкою передач, це була найпотужніша машина в своєму класі, розвиваючи 40 сил, ця машинка могла розганятися до 110 км/год. Передня підвіска була незалежною на пружинах, плюс була тяга стабілізатора. Спочатку кузови для цієї моделі будувала фірма Briggs Motor Bodies, але оскільки виготовлені вони були не з найкращої сталі, то машини дуже швидко ржавіли.

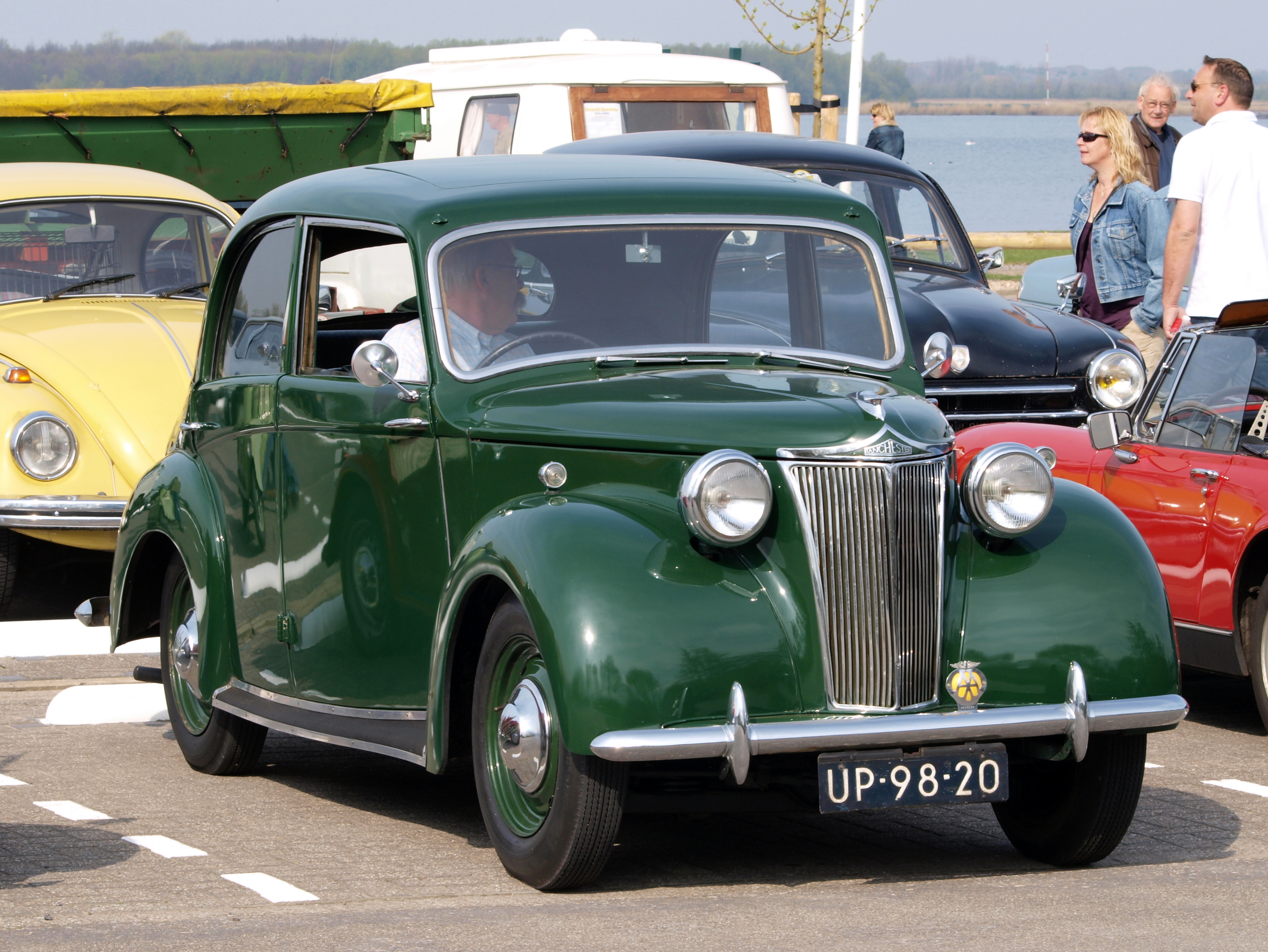
Lanchester LD10HP Barker Saloon

У вересні 1949 року фірма вирішила змінити постачальника, і тепер кузови нового типу з використанням алюмінію стала постачати фірма Barker, яка також поставляла кузови головному підприємству — Daimler. Кузови від Barker відрізнялися спортивним стилем і наявністю 4-х бічних вікон, на відміну від 6-віконної ранньої версії.

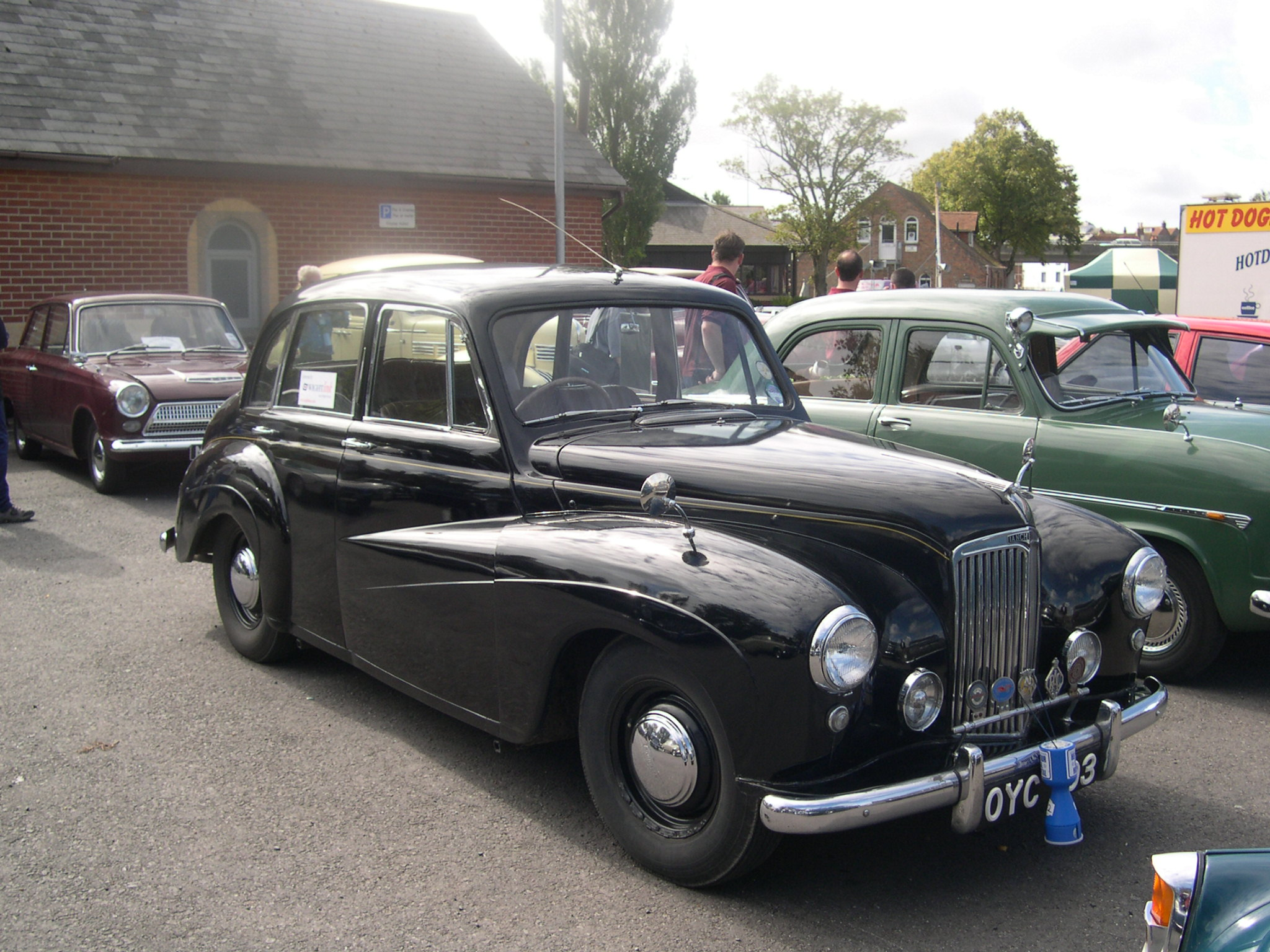
Lanchester 18HP/Leda

Рівно через рік анонсують старшу модель — 18НР, ця машина була побудована на базі Daimler Conquest, з тією лише різницею, що під капотом був встановлений новий 4-циліндровий 2-літровий мотор, потужністю 60 к.с.. 1951 року припиняється виробництво моделі LD10HP, і єдиною моделлю залишається 18НР. 1952 року цю машину було вирішено постачати на експортні ринки, для експортних варіантів, на відміну від британських, кузови стали суцільнометалевими, в той час як британська версія мала металевий кузов на дерев'яному каркасі, для імпортних ринків машину назвали Leda.

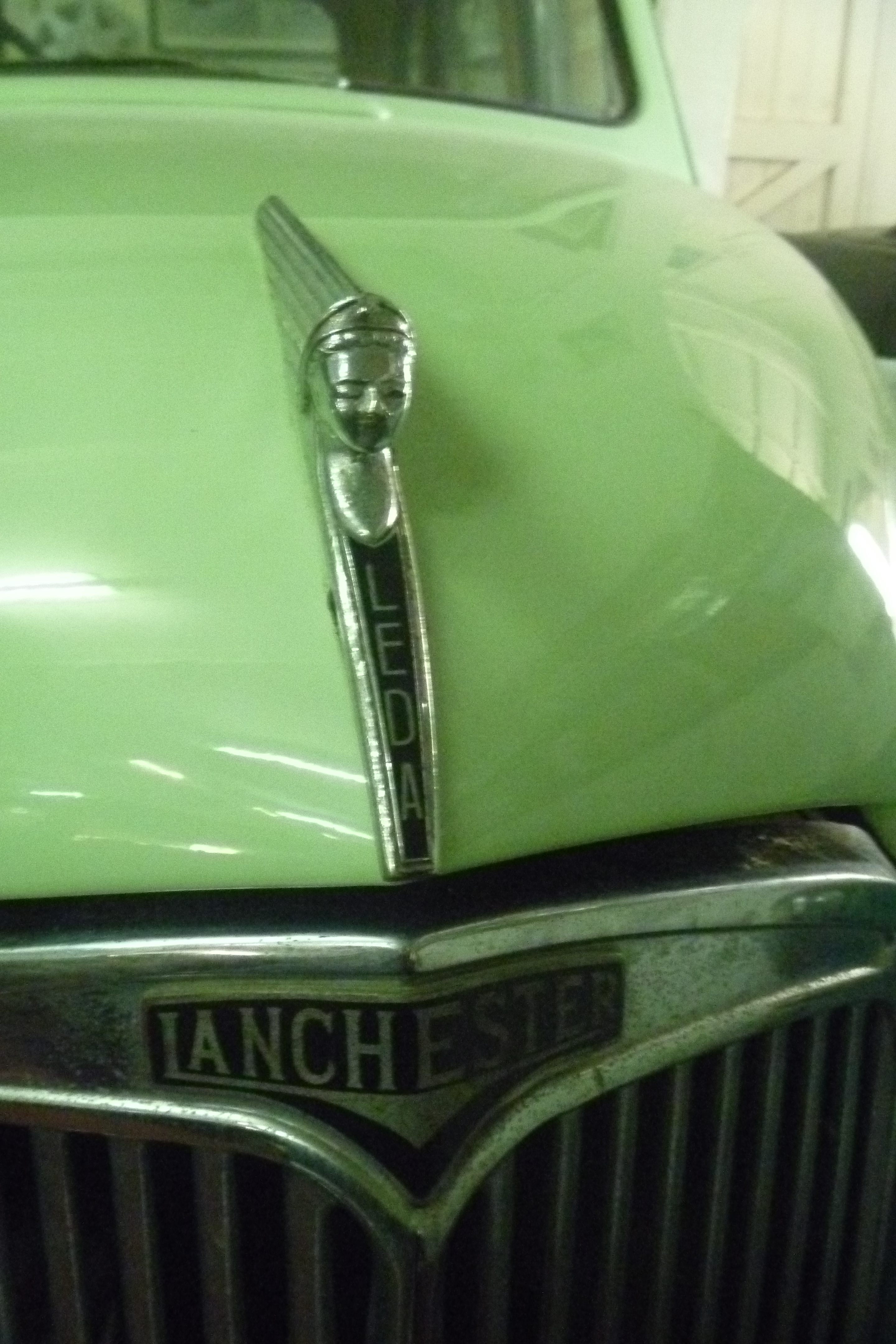
Логотип Lanchester

У 1953 році її випуск припинився, і на зміну прийшла модель Dauphin LJ250 з 2.4 л 92-сильним мотором, проте її випуск був сильно обмежений, кузови для неї будувала фірма Hooper, вони були копією кузовів Daimler Empress MkII. Паралельно йшли роботи над новим 1.6 л 60-сильним автомобілем, який вперше в британській практиці мав отримати коробку автомат (фірми Hobbs).

## Припинення виробництва автомобілів. Закриття компанії

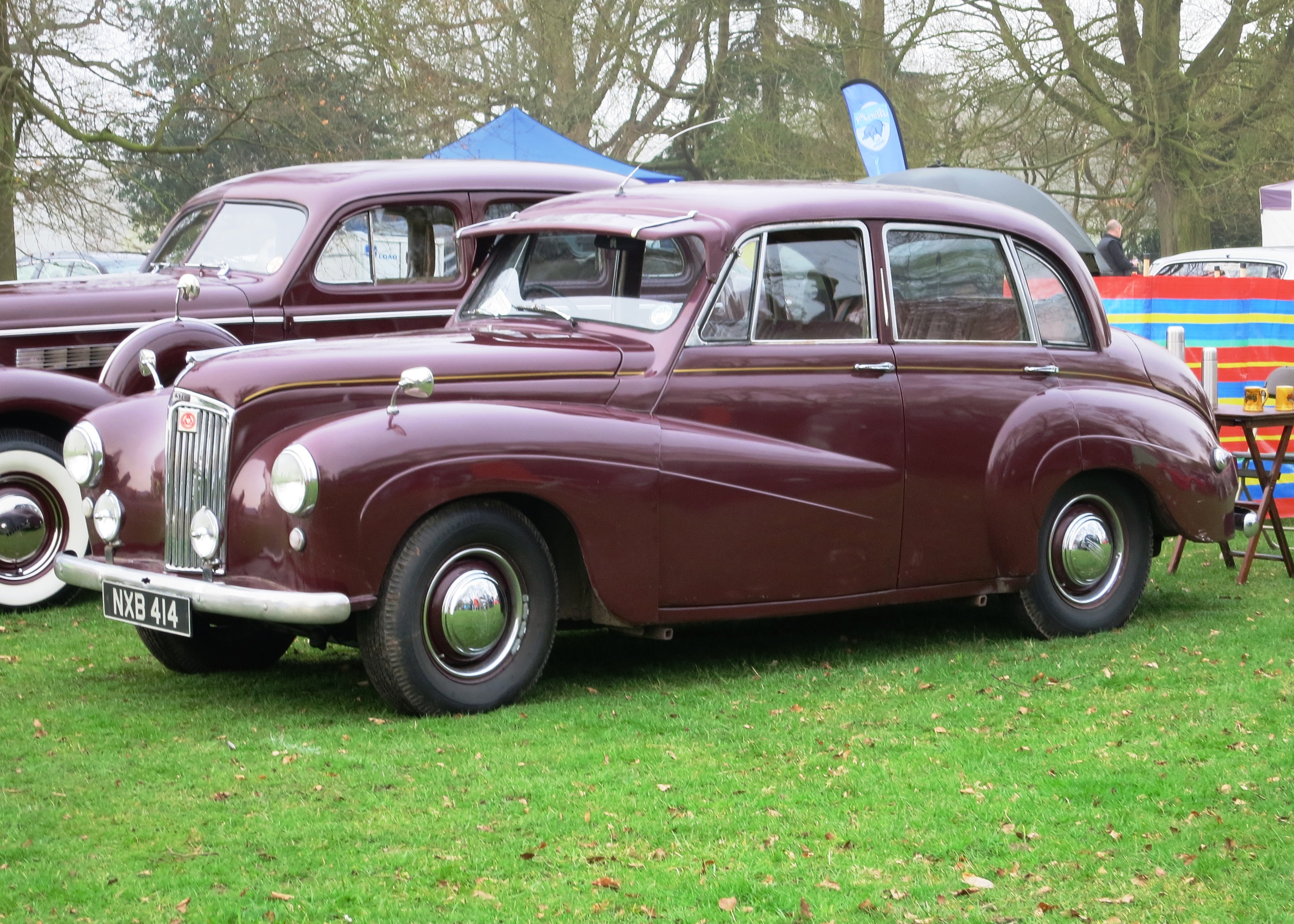
Lanchester Sprite MkII

Однак ця машина не пішла в серію, але трохи допрацювавши її, наприкінці 1955 року в каталогах з'являється модель Sprite Mk2, але зробивши всього 10 машин, в 1956 році концерн BSA припиняє виробництво автомобілів цієї легендарної марки. Нині бренд належить фірмі Tata Motors.

## Список автомобілів Lanchester
- 1901 — Lanchester 10HP
- 1903 — Lanchester 12HP
  - Lanchester 16HP
- 1904 — Lanchester 18HP
  - Lanchester 20HP
- 1906 — Lanchester 12HP
  - Lanchester 28HP
- 1911 — Lanchester 38HP
- 1912 — Lanchester 25HP
- 1914 — Lanchester Sporting Forty
- 1919 — Lanchester 40HP
- 1924 — Lanchester 21HP
- 1925 — Lanchester 23HP
- 1928 — Lanchester 30HP
- 1931 — Lanchester 15/18HP
- 1932 — Lanchester LA10
- 1934 — Lanchester Light Six
  - Lanchester 18HP
- 1935 — Lanchester L11
  - Lanchester 14HP Roadrider
- 1946 — Lanchester LD10
- 1950 — Lanchester 18HP/Leda
- 1953 — Lanchester Dauphin LJ250
- 1954 — Lanchester Sprite